# Sønder Sejerslev
Sønder Sejerslev (Duits:Süder-Seiersleff) is een plaats in de gemeente Tønder in de Deense regio Zuid-Denemarken. Het dorp maakt deel uit van de parochie Emmerlev en telde in 2007 216 inwoners.